# Gus Nketia
Augustine dit « Gus » Nketia (né le 30 décembre 1970 à Kumasi, au Ghana) est un athlète néo-zélandais, ghanéen jusqu'en 1991, spécialiste du sprint.
Arrivé en Nouvelle-Zélande pour participer en tant que Ghanéen aux Jeux du Commonwealth de 1990, il s’y installe. Pour la Nouvelle-Zélande, il a participé aux Jeux du Commonwealth en 1994 et aux Jeux olympiques en 1996. Il détient le record de Nouvelle-Zélande du 100 m, en 10 s 11, de 1994 à 2022, année où son fils Edward Osei-Nketia l'améliore en 10 s 08.
Il a remporté cinq titres nationaux sur cette distance.

## Meilleur temps
| Distance | Time       | Place         | Date |
| -------- | ---------- | ------------- | ---- |
| 100 m    | 10 s 11 NR | Victoria, CAN | 1994 |